# Rudolf Röckl
Rudolf „Rudi“ Röckl (* 12. Jänner 1927; † 2. November 1976 in Wien) war ein österreichischer Fußballspieler und Fußballfunktionär.

## Vereinskarriere
Rudi Röckl gab sein Meisterschaftsdebüt als Stürmer für den Wiener Sport-Club im April 1943, zu einer Zeit, als die Vereine wegen des kriegsbedingten Spielermangels häufig auf Juniorenspieler zurückgriffen. Zum Stammspieler wurde er in der ersten Nachkriegssaison 1945/46, wo ihm gleich zum Auftakt zwei Tore gegen den SC Rapid Oberlaa gelangen und der Sport-Club schließlich den vierten Platz belegte. Im folgenden Jahr kam Röckl hauptsächlich in der Läuferreihe zum Einsatz, und ab 1947 fand sich der junge Fußballer in jener Position, die er für den Rest seiner Spielerkarriere ausfüllen sollte, nämlich als harter und kompromissloser Verteidiger. Die Dornbacher fanden sich in jener Zeit meist im Mittelfeld der Tabelle, und Ende 1951 wechselte Röckl zum Stadtrivalen First Vienna FC.
Bei den Döblingern bildete er eine Abwehrreihe mit Karl Nickerl und Alfred Umgeher, und am Ende der Saison 1954/55 konnte die Mannschaft den Meistertitel auf Grund des gegenüber Röckls Stammverein besseren Torverhältnisses feiern. Auch in den folgenden Jahren gehörte die Vienna zu den Spitzenvereinen in Österreich und beendete die Meisterschaft regelmäßig unter den ersten Drei, ein weiterer Titel konnte jedoch nicht mehr erreicht werden. 1960 verließ Röckl die Vienna und beendete seine Karriere in Wiener Neustadt, wo er noch anderthalb Saisonen beim Erstliganeuling 1. Wiener Neustädter SC verteidigte.

## Nationalmannschaft
Röckl debütierte in der Nationalmannschaft im November 1949, als er bei einem 5:2-Sieg gegen Jugoslawien an der Seite von Ernst Happel in der Verteidigung stand. In den nächsten Jahren war das Defensivduo Röckl-Happel in der Nationalmannschaft so gut wie gesetzt, ehe Röckl Ende 1952 seinen Platz an den Austrianer Karl Stotz verlor. Erst im Jahr 1955 kam er wieder regelmäßig zum Einsatz. Sein 24. und letztes Spiel in der Nationaldress bestritt er im Oktober 1956 bei einem 0:2 gegen Ungarn, wo er an der Seite des Debütanten Erich Hasenkopf spielte.

## Funktionärskarriere
Im Jahr 1969 wurde Röckl Sektionsleiter und Vorstandsmitglied bei der Vienna und übte diese Funktionen bis zu seinem Tod im Jahr 1976 aus. Röckl führte den Verein durch wirtschaftlich schwierige Zeiten, musste immer wieder finanzielle Löcher stopfen und konnte dem Verein wichtige Dressensponsoren mit der Papierfabrik Ortmann und Rank Xerox sichern. In sportlicher Hinsicht arbeitete er mit den Trainern Arnošt Hložek, Horst Franz und Otto Walzhofer zusammen und konnte die Mannschaft nach dem Abstieg im Jahr 1974 zwei Jahre später in die höchste Spielklasse zurückführen.

## Erfolge
- 1 × Österreichischer Meister: 1955
- 24 Spiele für die österreichische Nationalmannschaft

| Personendaten    | Personendaten                                   |
| ---------------- | ----------------------------------------------- |
| NAME             | Röckl, Rudolf                                   |
| ALTERNATIVNAMEN  | Röckl, Rudi (Spitzname)                         |
| KURZBESCHREIBUNG | österreichischer Fußballspieler und -funktionär |
| GEBURTSDATUM     | 12. Januar 1927                                 |
| STERBEDATUM      | 2. November 1976                                |
| STERBEORT        | Wien                                            |